# Bathyalcyon
Bathyalcyon is een geslacht van neteldieren uit de klasse van de Anthozoa (bloemdieren).

## Soort
- Bathyalcyon robustum Versluys, 1906